# マテウス・ジ・ジェズス・ダンタス
マテウス・ダンタス（Matheus Dantas）ことマテウス・ジ・ジェズス・ダンタス（ポルトガル語: Matheus de Jesus Dantas、1998年9月5日 - ）は、ブラジルのサッカー選手。ポジションはDF。

## クラブ歴
2013年にサンパウロFCの下部組織に加入。翌年、CRフラメンゴの下部組織に移籍。2016年7月に十字靭帯を損傷し7ヶ月の離脱をした。2017年もこの怪我に苦しみ、長く離脱していた。それであってもU-20チームでは主将を任されていた。
2018年1月17日に行われたカンピオナート・カリオカでクレビーニョに代わって後半に投入されてトップチーム初出場。5月2日に契約を2019年末まで延長した。
2019年5月5日にカンピオナート・ブラジレイロ・セリエA初出場、この試合ではアベウ・ブラガ監督が完全ターンオーバーをしたために出場機会が回ってきた。
2020年8月20日、オエステFCに移籍した。契約期間は2023年12月まで。